# 277 км (роз'їзд)
277 кіломе́тр — роз'їзд Криворізької дирекції Придніпровської залізниці на магістральній лінії Мерефа — Херсон, ділянка Нижньодніпровськ-Вузол — Апостолове.
Розташований поблизу сіл Промінь та Матросове Солонянського району Дніпропетровської області між станціями Рясна (267 км магістралі) та Незабудине (287 км магістралі).
На роз'їзді розташовані споруди, які є типовими для лінії Нижньодніпровськ-Вузол — Апостолове: низька пасажирська платформа біля бічної приймально-відправної колії, залізобетонний павільйон з квитковою касою (каса законсервована) та навісом.

## Пасажирське сполучення
Біля пасажирської платформи  Роз'їзду 277  км  щоденно зупиняються приміські поїзди локомотивної тяги сполученням Дніпро — Апостолове.
| Рух приміських поїздів по Роз'їзду 277 км |                                |                          |
| №                                         | Маршрут сполучення             | Періодичність курсування |
| 6402                                      | Апостолове — Дніпро-Лоцманська | Щоденно                  |
| 6405                                      | Дніпро-Лоцманська — Апостолове | Щоденно                  |
| 6408                                      | Апостолове — Дніпро-Лоцманська | Щоденно                  |
| 6409                                      | Дніпро-Лоцманська — Апостолове | Щоденно                  |

Історія пасажирського сполучення:
- До 2004 року біля пасажирської платформи  Роз’їзду 277 км зупинялись такі приміські поїзди: № 6403/6406, № 6407/6408, № 6409/6412 Дніпропетровськ-Південний — Лошкарівка.

Після їх скасування було призначено приміські поїзди сполученням: № 6403/6406, № 6407/6408, № 6409/6402 Дніпропетровськ-Південний — Апостолове та № 6407/6404 Дніпропетровськ-Південний — Кривий Ріг, які курсували до 2018 року;
- З 2018 року біля платформи роз'їзду зупиняються лише приміські поїзди локомотивної тяги  сполученням № 6405/6408, № 6409/6402 Дніпро — Апостолове.

Окрім обслуговування приміських поїздів на колишньому Роз’їзді 238 км, в минулі роки, проводилась посадка/висадка пасажирів пасажирських поїздів місцевого та далекого сполучення:
- До 1975 року - пасажирський поїзд № 63/64 Лоцманська – Херсон; пасажирський поїзд № 285/286 Лоцманська – Херсон; пасажирський поїзд № 285/286 Лоцманська – Апостолове (зупинки при слідуванні в непарному та парному напрямках);
- 1990 – 1995 рр. - нічний пасажирський поїзд № 629 Дніпропетровськ - Одеса (зупинка при слідуванні тільки в непарному напрямку);
- 1997 – 2001 рр. – нічний пасажирський поїзд в місцевому сполученні  № 641/642 Дніпропетровськ — Апостолове (зупинки при слідуванні в непарному та парному напрямках);
- 2001 – 2003 рр. – нічний пасажирський поїзд № 629/630 Дніпропетровськ – Миколаїв (зупинки при слідуванні в непарному та парному напрямках);
- 2003 – 2004 рр. – нічний пасажирський поїзд в місцевому сполученні  № 629/630 Дніпропетровськ – Апостолове (зупинки при слідуванні в непарному та парному напрямках).